# Festival de la Canción de Eurovisión Junior 2009
El VII Festival de Eurovisión Junior fue celebrado en Ucrania, en el Palacio de los Deportes de Kiev (sede del Festival de Eurovisión 2005). Se celebró el 21 de noviembre de 2009.
Se retiran del festival tres países: Grecia, después de seis años de participación en el festival, se retira del concurso tras quedar en última posición en el año 2007, con solo 2 puntos (de Chipre), y penúltima en 2008, con solo 7 puntos (de Chipre también) y por el poco interés que se mostraba.
Bulgaria también se retira debido al malo resultado que obtuvo el año pasado, y Lituania se retira debido a problemas financieros.
El festival de Eurovision Junior 2009 fue el segundo año en el que ningún país debuta en el festival.

## Selección de sede
Bielorrusia, Serbia, Ucrania y Suecia presentaron una candidatura. Suecia retiró su candidatura al retirarse del Festival de Eurovisión Infantil en 2008. Finalmente, la UER decidió que la NTU, y con ella Ucrania, acogieran el festival.
También se estableció que Bielorrusia sería la sede del Festival en 2010.

## Países participantes
De los 16 fundadores, en esta edición participan ocho de ellos: Bélgica, Bielorrusia, Chipre, Macedonia, Malta, Países Bajos, Rumania y Suecia.
Un total de 13 países participaron en esta edición del festival.
| País y TV         | Título original de la canción   | Artista                  | Proceso y fecha de selección                   |
| País y TV         | Traducción al español           | Idiomas                  | Proceso y fecha de selección                   |
| ----------------- | ------------------------------- | ------------------------ | ---------------------------------------------- |
| Armenia AMPTV     | "Barcelona"                     | Luara Hayrapetyan        | 12 de julio de 2009                            |
| Armenia AMPTV     | -                               | Armenio                  | 12 de julio de 2009                            |
| Bélgica VRT       | "Zo verliefd"                   | Laura Omloop             | Junior Eurosong 2009, 26 de septiembre de 2009 |
| Bélgica VRT       | Tan enamorada                   | Neerlandés               | Junior Eurosong 2009, 26 de septiembre de 2009 |
| Bielorrusia BTRC  | "Volshebniy Krolik"             | Yuriy Demidovich         | 10 de septiembre de 2009                       |
| Bielorrusia BTRC  | El conejo mágico                | Ruso                     | 10 de septiembre de 2009                       |
| Chipre CyBC       | "Thalassa, ilios, aeras, fotia" | Rafaella Costa           | 3 de octubre de 2009                           |
| Chipre CyBC       | Mar, sol, aire y fuego          | Griego                   | 3 de octubre de 2009                           |
| Georgia GPB       | "Lurji prinveli"                | Princesses               | 26 de septiembre de 2009                       |
| Georgia GPB       | El pájaro azul                  | Georgiano                | 26 de septiembre de 2009                       |
| Macedonia MKRTV   | "Za ljubovta"                   | Sara Markovska           | 26 de septiembre de 2009                       |
| Macedonia MKRTV   | Por amor                        | Macedonio                | 26 de septiembre de 2009                       |
| Malta MTPBS       | "Double trouble"                | Francesca Zarb & Mikaela | 12 de septiembre de 2009                       |
| Malta MTPBS       | Doble problema                  | Inglés                   | 12 de septiembre de 2009                       |
| Países Bajos AVRO | "Click Clack"                   | Ralf Mackenbach          | 3 de octubre de 2009                           |
| Países Bajos AVRO | -                               | Neerlandés               | 3 de octubre de 2009                           |
| Rumanía TVR       | "Ai puterea în mâna ta"         | Ioana Anuta              | 19 de septiembre de 2009                       |
| Rumanía TVR       | El poder está en tus manos      | Rumano                   | 19 de septiembre de 2009                       |
| Rusia RTR         | "Malenkiy Prints"               | Ekaterina Ryabova'       | Final nacional, 31 de mayo de 2009             |
| Rusia RTR         | El principito                   | Ruso                     | Final nacional, 31 de mayo de 2009             |
| Serbia RTS        | "Onaj Pravi"                    | Ništa Lično              | 19 de septiembre de 2009                       |
| Serbia RTS        | El indicado                     | Serbio                   | 19 de septiembre de 2009                       |
| Suecia TV4        | "Du"                            | Mimmi Sandén             | Elección interna, 26 de septiembre de 2009     |
| Suecia TV4        | Tú                              | Sueco                    | Elección interna, 26 de septiembre de 2009     |
| Ucrania NTU       | "Tri topoli, tri surmy"         | Andranik Aleksanyan'     | 14 de junio de 2009                            |
| Ucrania NTU       | Tres álamos, tres trompetas     | Ucraniano                | 14 de junio de 2009                            |

#### Artistas que regresan
- Francesca Zarb: Participó como portavoz de los votos de Malta en la edición anterior.

### Países Retirados
- Bulgaria: Decidió retirarse, debido a su mal resultado en la edición anterior.
- Grecia: Sé retira después de 6 años de participación, debido a los bajos niveles de audiencia y por la crisis económica.[19][20]
- Lituania: A pesar de qué obtuvo un buen resultado en la edición anterior, decidió retirarse, debido a los problemas financieros.[21]

## Resultados
| N.º | País            | Intérprete(s)       | Canción                       | Lugar | Puntos |
| --- | --------------- | ------------------- | ----------------------------- | ----- | ------ |
| 01  | Suecia          | Mimmi Sandén        | Du                            | 7     | 68     |
| 02  | Rusia           | Ekaterina Ryabova   | Malenkiy Prints               | 3     | 116    |
| 03  | Armenia         | Laura Hayrapetyan   | Barcelona                     | 2     | 116    |
| 04  | Rumania         | Ioana Anuta         | Ai puterea în mâna ta         | 13    | 19     |
| 05  | Serbia          | Ništa Lično         | Onaj Pravi                    | 10    | 34     |
| 06  | Georgia         | Princesses          | Lurji prinveli                | 6     | 68     |
| 07  | Países Bajos    | Ralf                | Click Clack                   | 1     | 121    |
| 08  | Chipre          | Rafaella Costa      | Thalassa, ilios, aeras, fotia | 11    | 32     |
| 09  | Malta           | Francesca & Mikaela | Double trouble                | 8     | 55     |
| 10  | Ucrania         | Andranik Aleksanyan | Tri topoli, tri surmy         | 5     | 89     |
| 11  | Bélgica         | Laura Omloop        | Zo verliefd                   | 4     | 113    |
| 12  | Bielorrusia     | Yuriy Demidovich    | Volshebniy Krolik             | 9     | 48     |
| 13  | Macedonia (ARY) | Sara Markoska       | Za ljubovta                   | 12    | 31     |

- Oficialmente, tanto en el empate entre Rusia y Armenia a 116 puntos y el de Suecia y Georgia a 68; a los países en cuestión se les otorga la misma posición.[22]

### Portavoces
| - Armenia - Razmik Arghajanyan - Bélgica - Oliver (Representante de Bélgica en la edición anterior) - Bielorrusia - Arina Aleshkevich (Portavoz de Bielorrusia en la edición anterior) - Chipre - George Ioannidies (Portavoz de Chipre en 2006) - Georgia - Ana Davitaia (Portavoz de Georgia en la edición anterior) - Macedonia (A.R.Y) - Jovana Krstevska - Malta - Daniel Testa (Representante de Malta en la edición anterior) | - Países Bajos - Marissa (Representante de Países Bajos en la edición anterior) - Rumania - Iulia Ciobanu (Portavoz de Rumanía en 2007 y en la edición anterior) - Rusia - Philip Masurov - Serbia - Nevena Bozovic (Representante de Serbia en 2007) - Suecia - Elise Mattison - Ucrania - Marietta (Portavoz de Ucrania en la edición anterior) |  |

## Votaciones

### Tabla de puntuaciones
| ......Participante.....                                                | Pts. | Bandera de Suecia | Bandera de Rusia | Bandera de Armenia | Bandera de Rumania | Bandera de Serbia | Bandera de Georgia | Bandera de los Países Bajos | Bandera de Chipre | Bandera de Malta | Bandera de Ucrania | Bandera de Bélgica | Bandera de Bielorrusia | Bandera de Macedonia del Norte |
| ---------------------------------------------------------------------- | ---- | ----------------- | ---------------- | ------------------ | ------------------ | ----------------- | ------------------ | --------------------------- | ----------------- | ---------------- | ------------------ | ------------------ | ---------------------- | ------------------------------ |
| Suecia                                                                 | 68   |                   | 4                | 5                  | 2                  | 5                 | 3                  | 6                           | 2                 | 5                | 4                  | 7                  | 5                      | 8                              |
| Rusia                                                                  | 116  | 6                 |                  | 10                 | 8                  | 10                | 7                  | 7                           | 10                | 7                | 12                 | 8                  | 12                     | 7                              |
| Armenia                                                                | 116  | 10                | 12               |                    | 6                  | 7                 | 12                 | 10                          | 12                | 6                | 10                 | 10                 | 8                      | 1                              |
| Rumania                                                                | 19   | 1                 | 0                | 0                  |                    | 0                 | 0                  | 1                           | 0                 | 2                | 0                  | 0                  | 0                      | 3                              |
| Serbia                                                                 | 34   | 2                 | 1                | 3                  | 3                  |                   | 2                  | 0                           | 3                 | 0                | 3                  | 0                  | 1                      | 4                              |
| Georgia                                                                | 68   | 3                 | 5                | 6                  | 7                  | 1                 |                    | 4                           | 7                 | 10               | 6                  | 5                  | 2                      | 0                              |
| Países Bajos                                                           | 121  | 12                | 8                | 8                  | 12                 | 8                 | 8                  |                             | 8                 | 8                | 8                  | 12                 | 7                      | 10                             |
| Chipre                                                                 | 32   | 7                 | 3                | 2                  | 1                  | 0                 | 1                  | 0                           |                   | 1                | 0                  | 2                  | 3                      | 0                              |
| Malta                                                                  | 55   | 0                 | 2                | 4                  | 4                  | 4                 | 4                  | 8                           | 4                 |                  | 1                  | 6                  | 4                      | 2                              |
| Ucrania                                                                | 89   | 4                 | 7                | 12                 | 10                 | 2                 | 10                 | 5                           | 5                 | 4                |                    | 3                  | 10                     | 5                              |
| Bélgica                                                                | 113  | 8                 | 10               | 7                  | 5                  | 12                | 6                  | 12                          | 6                 | 12               | 5                  |                    | 6                      | 12                             |
| Bielorrusia                                                            | 48   | 0                 | 6                | 1                  | 0                  | 3                 | 5                  | 3                           | 1                 | 0                | 7                  | 4                  |                        | 6                              |
| Macedonia (ARY)                                                        | 31   | 5                 | 0                | 0                  | 0                  | 6                 | 0                  | 2                           | 0                 | 3                | 2                  | 1                  | 0                      |                                |
| Todos los participantes reciben 12 puntos al inicio de las votaciones. |      |                   |                  |                    |                    |                   |                    |                             |                   |                  |                    |                    |                        |                                |

- Suecia no emitió el evento en directo por lo que usó la votación del jurado. El resto de los países votaron con 50% del televoto y 50% del jurado.

### Máximas puntuaciones
Tras la votación los países que recibieron 12 puntos (máxima puntuación que podía otorgar jurado y televoto) fueron:
| N. | A            | De                                           |
| -- | ------------ | -------------------------------------------- |
| 4  | Bélgica      | Serbia, Países Bajos, Malta, Macedonia (ARY) |
| 3  | Países Bajos | Suecia, Rumania, Bélgica                     |
| 3  | Armenia      | Rusia, Georgia, Chipre                       |
| 2  | Rusia        | Ucrania, Bielorrusia                         |
| 1  | Ucrania      | Armenia                                      |

## Curiosidades
- Suecia fue el único país participante que no emitió el evento en directo. La cadena TV4 decidió transmitirlo con un día de retraso.